# Elusia enalis
Elusia enalis là một loài bướm đêm trong họ Crambidae.